# Miranda May
Miranda May (* 6. April 1996 in Bowling Green, Ohio) ist eine US-amerikanische Schauspielerin, die durch ihre Rollen als Lacey in Liv und Maddie und Lou in Camp Kikiwaka bekannt wurde.

## Leben
May begann ihre Karriere als Schauspielerin im Alter von 8 Jahren. Zwei Jahre später zog sie nach Los Angeles, wo sie ihre erste Filmrolle in Nach 7 Tagen – Ausgeflittert erhielt und daraufhin in verschiedenen Serien und Filmen mitspielte. In der Disney-Serie Camp Kikiwaka spielt sie erstmals eine Hauptrolle.
May hat drei ältere Geschwister und einen Hund namens Bentley.

## Filmografie
- 2007: Nach 7 Tagen – Ausgeflittert (The Heartbreak Kid)
- 2008: Tim And Eric Awesome Show, Great Job! (Fernsehserie, Folge 2x09)
- 2008: Emergency Room – Die Notaufnahme (ER, Fernsehserie, Folge 15x02)
- 2008: Lower Learning
- 2009: Samantha Who? (Fernsehserie, Folge 2x14)
- 2010: The Perfect Gentleman (Kurzfilm)
- 2013: Dog Gone Missing (Kurzfilm)
- 2013: Scream (Kurzfilm)
- 2015: Liv und Maddie (Liv and Maddie, Fernsehserie, 4 Folgen)
- 2015: Disney Monstober (Fernsehserie, 2 Folgen)
- 2019: Eine unberechenbare Familie (Just Roll with It, Fernsehserie, Folge 1x11)
- 2015–2024: Camp Kikiwaka (Bunk’d, Fernsehserie)
- 2020–2021: Zuhause bei Raven (Raven's Home, Fernsehserie, 2 Folgen)